# Гімн Тиви
Державний гімн Республіки Тува «мен тыва мен» («Я — тувинець») був прийнятий 11 серпня 2011 року. Слова написав  Bayantsagaan Oohiy, а музику — Olonbayar Gantomir.

## Текст пісні

### Тувинська мова
Арт-арттың оваазынга
Дажын салып чалбарган
Таңды, Саян ыдыынга
Агын өргээн тыва мен.
Кожумаа:
Мен – тыва мен,
Мөңге харлыг дагның оглу мен.
Мен – тыва мен,
Мөңгүн суглуг чурттуң төлү мен.

Өгбелерим чуртунда
Өлчей тарып иженген,
Өткүт хөөмей ырынга
Өөрүп талаан тыва мен.
Кожумаа:
Аймак чоннар бүлези
Акы-дуңма найыралдыг,
Депшилгеже чүткүлдүг
Демниг чурттуг тыва мен.
Кожумаа:

### Український переклад
На оваа самого священного перевалу
Поклав камінь, молячись,
Святі вершини Танди, Саян
Білим молоком оббризкав я — тувинець.

повтор:
Я тувинець,
Син вічно засніжених гір,
Я - тувінка,
Дочка країни срібних річок.

На батьківщині стародавніх предків
Вузол щастя, що зв'язав
Дзвінкою піснею хоомея
Зачарований я – тувинець.
повтор:
Народи в єдиній сім'ї,
Як брати, міцно дружні.
Спрямована до прогресу
Згуртовану країну маю я – тувинець.
повтор: